# Missão Velha (ort)
Missão Velha är en ort i Brasilien.   Den ligger i kommunen Missão Velha och delstaten Ceará, i den östra delen av landet, 1 300 km nordost om huvudstaden Brasília. Missão Velha ligger 364 meter över havet och antalet invånare är 13 106.
Terrängen runt Missão Velha är platt åt nordväst, men åt sydost är den kuperad. Runt Missão Velha är det ganska glesbefolkat, med 42 invånare per kvadratkilometer.. Närmaste större samhälle är Juazeiro do Norte, 19,4 km väster om Missão Velha. 
Omgivningarna runt Missão Velha är huvudsakligen savann.